# Jorge Campos (futbolista)
Jorge Campos Navarrete (Acapulco, 15 de octubre de 1966) es un futbolista y ex entrenador mexicano que se desempeña como guardameta y delantero. Actualmente juega en el México FC de la Tercera Federación de España.
Un destacado jugador de México en la década de los 90, Campos era un jugador excéntrico conocido por su juego constante fuera del área de penalti, a menudo funcionando como portero-delantero, así como por su estilo de portería acrobático, arriesgado y extravagante, y sus coloridos atuendos de juego. Sus principales fortalezas como portero eran su capacidad de salto, atletismo y velocidad al salir corriendo de su línea, al igual que su capacidad para organizar su defensa, lo que le permitió superar su baja estatura. En 1993, fue galardonado por la IFFHS como el tercer mejor portero del mundo, y en años recientes como uno de los mejores porteros de Concacaf y del mundo. Con 47 goles anotados a lo largo de su trayectoria profesional, es el portero mexicano más goleador y el tercero más goleador en la historia del fútbol. Es considerado uno de los mejores porteros de su generación.
Figura de la histórica selección mexicana que ganó la Copa Confederaciones 1999. A nivel de selección sumó también dos Copa Oro (1993 y 1996) y alcanzó la final de la Copa América en 1993, perdiendo ante Argentina. Dichos éxitos fueron completados a nivel de clubes con siete títulos, jugando para el Club Universidad Nacional, Atlante Fútbol Club, Los Angeles Galaxy, Cruz Azul Fútbol Club, Chicago Fire, Tigres UANL y Club Puebla.
Tras su retiro como futbolista, Campos se incorporó como auxiliar a la selección mexicana por invitación de Ricardo La Volpe de cara a la Copa Mundial de 2006. Actualmente se desempeña como comentarista de TV Azteca.
Volvió a la canchas en 2025 con el equipo de México FC , que pertenece a la Tercera Federación

## Trayectoria como futbolista

### Inicios universitarios y consagración internacional
Nacido en Acapulco Guerrero, comenzó su carrera en 1988 en México con Universidad Nacional. En ese momento, el primer portero del club era Adolfo Ríos, por lo que Campos pidió ser utilizado como delantero para tener oportunidades con el primer equipo. Se desempeñó notablemente en su primera temporada, marcando 14 goles y compitiendo por el título de máximo goleador. Alzaría su primer título como profesional en la Copa de Campeones de 1989 al vencer en la final al Pinar del Río cubano por marcador global de 4-2. Dicho triunfo le permitió al equipo disputar la Copa Interamericana 1990 ante Atlético Nacional, perdiendo en ambos duelos: 2-0 en Medellín y 4-1 en la Ciudad de México. Un año más tarde, el equipo llegaría a la final de la temporada 1990-91 frente al América. El partido de ida en el Estadio Azteca terminó con derrota 3-2 para los universitarios, mientras que la vuelta en el Olímpico Universitario un solitario gol de Ricardo Ferretti le dio el título a los pumas por criterio del gol de visitante tras un empate 3-3 global.

Campos, tercer mejor portero del mundo por la IFFHS en 1993.

En la 1991-92, Campos se afianzó como el primer portero del equipo y se clasificaron a la liguilla por el título al quedar 5.º en la tabla general, siendo eliminados por el León, que más tarde quedaría campeón. Tras un explosivo inicio de carrera y sus destacadas participaciones en selección, en 1993 la IFFHS lo reconoció como el tercer mejor portero del mundo, solo detrás del danés Peter Schmeichel y el argentino Sergio Goycochea, siendo el primer y único portero mexicano en obtener tan alta distinción. En 1995 llega al Atlante para la temporada 1995-96, siendo esta su primera etapa con el equipo. El 21 de marzo de 1996 marcó un notable gol de bicicleta ante el Cruz Azul; empezando el partido como portero, el técnico Javier Aguirre, en vista de que sus delanteros no podían anotar un gol, reemplazó a un jugador de campo con otro portero y mandó a Campos al ataque.

### Época galáctica y celeste
En 1996, Campos se convierte en jugador de Los Angeles Galaxy de la MLS, equipo fundado apenas dos años atrás. Fue la primera gran estrella extranjera en ser fichada por la liga, y gozó de considerable popularidad en los Estados Unidos. Con los Galácticos llegó a la final de la MLS Cup 1996, que terminarían perdiendo ante el D. C. United con 3-2 en el marcador. Con esto, el equipo se clasificó a la fase previa de la Copa de Campeones de la Concacaf 1997, donde vencieron 4-1 al Santos Laguna para ingresar a la fase final del torneo. Luego de eliminar a Luis Ángel Firpo en cuartos, se veían las caras nuevamente contra el D. C. United en la semifinal, ahora con saldo a favor de los angelinos con 1-0 en el marcador. En la final se enfrentaban al vigente campeón Cruz Azul, donde a pesar de comenzar el partido ganando 2-0, los Celestes lograron darle la vuelta al marcador 2-5. Campos dejaría la portería y entraría al terreno de juego para acortar distancias, anotando el 3-5 final, quedando el Galaxy subcampeón del torneo.
Un mes más tarde, se hace oficial su llegada al Cruz Azul para el Invierno 1997. Aunque llegó como portero, durante este periodo fue utilizado más como delantero suplente, puesto que la titularidad bajo los tres palos era de Oscar Pérez. Esa temporada el equipo llegó a la final del torneo, luego de quedar 2.º en la fase regular, enfrentando al líder general León. Campos entraría de cambio en el partido de ida, que terminó 1-0 a favor de los Cementeros. En la vuelta el equipo se coronaría campeón con un gol de oro  desde el punto penal por parte de Carlos Hermosillo en la prórroga, luego de una polémica patada de Ángel Comizzo, significando el octavo título liguero en la historia de la institución.

### Hombre de rojo y regreso con los del Pedregal
En 1998, llega al recién fundado Chicago Fire para disputar su primera temporada en la Major League Soccer. Después de terminar 2.º en la Conferencia Oeste, el equipo se metió a los playoffs por el título. Tras vencer al Colorado Rapids y Los Angeles Galaxy en cuartos y semifinales respectivamente, El Fuego llegaba a la final ante el D. C. United, donde se consagrarían campeones por primera vez en su historia al vencerlos por 2-0 en el marcador. Días más tarde y después de un largo torneo, el equipo disputaría la final de la Lamar Hunt U.S. Open Cup frente al Columbus Crew, que terminaría con victoria 2-1 para los de Chicago.
Ese mismo año, luego de tres temporadas fuera, Campos regresa con los Pumas para el Invierno 1998. En ese torneo, el equipo logró meterse a la liguilla por el título al quedar 8.º con 26 unidades y dio la campanada al eliminar al líder general Cruz Azul en cuartos de final por 4-3 global. Sin embargo, no les alcanzó para vencer al Guadalajara y un gol de Luis García Postigo los dejaba fuera del torneo.

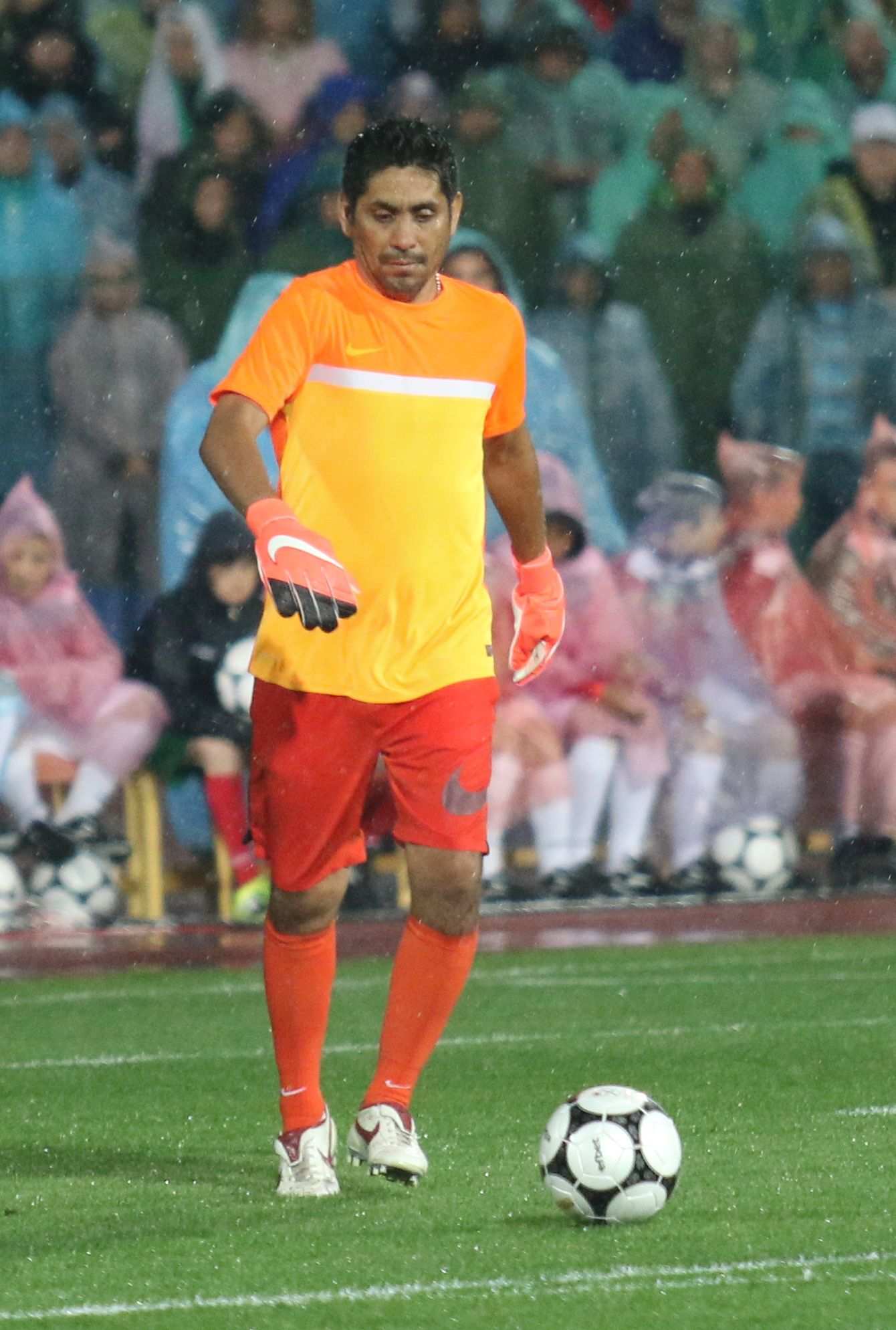
Campos en 2016.

Tras un breve paso con los Tigres UANL en la primera mitad del año 2000, regresa a una segunda etapa con el Atlante de cara al Torneo Invierno. Los Potros terminaron 15.º en la tabla general y sin posibilidades de acceder a la fase final. En el Verano 2001, a pesar de terminar 8.º y con acceso a la liguilla, no pudo disputarla. Esto debido a que originalmente había descendido por la tabla de cocientes, y el equipo que descendiera no podía disputar la liguilla. Sin embargo, jugó una promoción por la permanencia en primera división ante el Veracruz, ganando por 4-1 en el marcador y conservando la categoría.

### Tercera etapa con los Pumas y retirada
Vuelve a una tercera etapa con Universidad Nacional en la segunda mitad de 2001. El Torneo Invierno las cosas no resultaron para el equipo, pues cesando 4 entrenadores en la temporada, terminó en el último lugar de la tabla general, siendo uno de los peores torneos en la historia del club. En el Verano 2002, con Hugo Sánchez como director técnico, el equipo recompuso el camino y se clasificó a la liguilla en la 3.º posición con 32 puntos. Vencerían al Morelia en cuartos de final por 4-1 global, pero caerían eliminados en semifinales contra el América con 2-1 en el marcador.
Disputó un par de temporadas con el Puebla luchando por la permanencia en la máxima categoría. Con 35 años de edad y tras 15 años de carrera, Jorge Campos colgó los guantes. El 7 de enero de 2004, el tres veces mundialista anunció su retiro de las canchas para tomar el cargo de auxiliar técnico del seleccionador de México, el argentino Ricardo Lavolpe, de cara a la Copa Mundial de 2006.
El 31 de julio de 2011, participó en el amistoso “Messi and Friends” en ayuda de la caridad, donde jugó para las Estrellas del Mundo. Entretuvo a muchos de la multitud, logrando muchas salvaciones, incluida la detención de Lionel Messi. Ha sido invitado varias veces a jugar con el equipo del Resto del Mundo contra clubes como Real Madrid, Barcelona, Milan, entre otros.

## Selección nacional
Fue internacional con la selección de fútbol de México en 129 ocasiones, siendo el sexto jugador y el guardameta con más presencias de su historia.
Debutó el 20 de noviembre de 1991, en un partido contra Uruguay que terminó con empate 1-1 en el marcador. En 1993 hizo su debut en competencias oficiales en la Copa América 1993, donde México llegaría a la final del torneo, pero perdería 2-1 contra Argentina con dos goles de Gabriel Batistuta. Más tarde ese año, el tricolor se quedaría con la Copa Oro 1993 ante los Estados Unidos, que lo clasificaría a la Copa Confederaciones 1995, terminando en el tercer lugar. En el Torneo masculino de fútbol en los Juegos Olímpicos de Atlanta 1996, supuestamente rechazó una oferta de soborno del agente de apuestas Wilson Raj Perumal.
Su mayor éxito con la selección llegaría en la Copa Confederaciones 1999, donde vencerían a Brasil con 4-3 en el marcador en el Estadio Azteca, siendo este el título más destacado en la historia del país. Del mismo modo, participó en tres ediciones de la Copa Mundial de Fútbol, siendo titular en Estados Unidos 1994 y Francia 1998 y como suplente en Corea-Japón 2002.

### Participaciones en fases finales
| Torneo                         | Categoría                      | Sede                           | Resultado                      | Partidos |
| ------------------------------ | ------------------------------ | ------------------------------ | ------------------------------ | -------- |
| Juegos Olímpicos 1996          | Sub-23                         | Atlanta                        | Cuartos de final               | 3        |
| Total en selecciones juveniles | Total en selecciones juveniles | Total en selecciones juveniles | Total en selecciones juveniles | 3        |
| Copa Mundial de Fútbol de 1994 | Absoluta                       | Estados Unidos                 | Octavos de final               | 4        |
| Copa Mundial de Fútbol de 1998 | Absoluta                       | Francia                        | Octavos de final               | 4        |
| Copa Mundial de Fútbol de 2002 | Absoluta                       | Corea del Sur y Japón          | Octavos de final               | 0        |
| Total                          | Total                          | Total                          | Total                          | 8        |
| Copa Confederaciones 1995      | Absoluta                       | Arabia Saudita                 | Tercer lugar                   | 3        |
| Copa Confederaciones 1999      | Absoluta                       | México                         | Campeón                        | 5        |
| Total                          | Total                          | Total                          | Total                          | 8        |
| Copa América 1993              | Absoluta                       | Ecuador                        | Subcampeón                     | 6        |
| Copa América 1995              | Absoluta                       | Uruguay                        | Cuartos de final               | 4        |
| Copa América 1999              | Absoluta                       | Paraguay                       | Tercer lugar                   | 6        |
| Total                          | Total                          | Total                          | Total                          | 16       |
| Copa Oro 1993                  | Absoluta                       | México                         | Campeón                        | 5        |
| Copa Oro 1996                  | Absoluta                       | Estados Unidos                 | Campeón                        | 4        |
| Total                          | Total                          | Total                          | Total                          | 9        |
| Total en selección absoluta    | Total en selección absoluta    | Total en selección absoluta    | Total en selección absoluta    | 41       |

## En los medios y embajador del deporte
Además de revolucionar su posición como guardameta, Campos fue pionero en explotación de su imagen. Apareciendo en comerciales para la compañía de ropa deportiva estadounidense Nike, siendo el más recordado el llamado “Good vs. Evil”, donde se presenta un juego de gladiadores ambientado en un anfiteatro romano. Apareciendo junto a figuras del fútbol mundial, incluidos Ronaldo, Paolo Maldini, Éric Cantona, Luís Figo y Patrick Kluivert. También ha aparecido en el Classic XI en la serie de videojuegos FIFA de EA Sports en varias de sus ediciones. Y en años recientes, en la renovada saga de videojuegos EA Sports FC, se le dio una carta especial llamada "Héroe" por su contribución al mundo del futbol, y ha estado en años consecutivos desde su inclusión en 2022. 
En 2015 participó en la película mexicana de animación Selección Canina prestando voz a su personaje homónimo. En 2020 se estrenó en TV Azteca “El Inmortal”, una serie documental que narra la vida de Jorge Campos, mostrando todo su recorrido para llegar a ser una superestrella del futbol mexicano y a nivel mundial.
Ha sido embajador del deporte de la FIFA, siendo invitado a varios de sus eventos. El 7 de julio de 2018, por invitación de Gianni Infantino, presidente de la organización, asistió a una reunión con Vladímir Putin, presidente de la Federación Rusa, para discutir la organización en el Mundial de Rusia 2018.
En junio de 2023 recibió un doctorado honoris causa por parte de la Universidad Thompson Rivers, por su trayectoria. Y en septiembre de ese mismo año, recibió un reconocimiento por parte del Museo de las Artes Decorativas de París por su aporte a la moda en el mundo del fútbol.

## Estadísticas

### Clubes
| Club | Div.          | Temporada     | Liga(1) | Liga(1) | Copas nacionales(2) | Copas nacionales(2) | Copas internacionales(3) | Copas internacionales(3) | Total | Total | Media goleadora |
| Club | Div.          | Temporada     | Part.   | Goles   | Part.               | Goles               | Part.                    | Goles                    | Part. | Goles | Media goleadora |
| --- | ------------- | ------------- | ------- | ------- | ------------------- | ------------------- | ------------------------ | ------------------------ | ----- | ----- | --------------- |
| Pumas UNAM · México | 1.ª           | 1988-89       | 7       | 0       | 0                   | 0                   | 0                        | 0                        | 7     | 0     | 0,00            |
| Pumas UNAM · México | 1.ª           | 1989-90       | 37      | 15      | 2                   | 1                   | 10                       | 7                        | 49    | 23    | 0,46            |
| Pumas UNAM · México | 1.ª           | 1990-91       | 37      | 2       | 8                   | 4                   | 0                        | 0                        | 45    | 6     | 0,13            |
| Pumas UNAM · México | 1.ª           | 1991-92       | 35      | 2       | 6                   | 0                   | 0                        | 0                        | 41    | 2     | 0,04            |
| Pumas UNAM · México | 1.ª           | 1992-93       | 7       | 1       | 0                   | 0                   | 0                        | 0                        | 7     | 1     | 0,14            |
| Pumas UNAM · México | 1.ª           | 1993-94       | 34      | 6       | 0                   | 0                   | 0                        | 0                        | 34    | 6     | 0,17            |
| Pumas UNAM · México | 1.ª           | 1994-95       | 36      | 6       | 1                   | 0                   | 0                        | 0                        | 37    | 6     | 0,16            |
| Pumas UNAM · México | Total club    | Total club    | 193     | 32      | 17                  | 5                   | 10                       | 7                        | 220   | 44    | 0.20            |
| Atlante · México | 1.ª           | 1995-96       | 26      | 1       | 1                   | 0                   | 0                        | 0                        | 27    | 1     | 0,03            |
| Atlante · México | 1.ª           | 1996-97       | 16      | 0       | 8                   | 0                   | 0                        | 0                        | 24    | 0     | 0,00            |
| Atlante · México | Total         | Total         | 42      | 1       | 9                   | 0                   | 0                        | 0                        | 51    | 1     | 0,03            |
| LA Galaxy Estados Unidos | 1.ª           | 1996          | 24      | 0       | 6                   | 0                   | 0                        | 0                        | 30    | 0     | 0,00            |
| LA Galaxy Estados Unidos | 1.ª           | 1997          | 19      | 0       | 0                   | 0                   | 3                        | 1                        | 22    | 1     | 0,04            |
| LA Galaxy Estados Unidos | Total         | Total         | 43      | 0       | 6                   | 0                   | 3                        | 1                        | 52    | 1     | 0,04            |
| Cruz Azul · México | 1.ª           | 1997          | 2       | 0       | 0                   | 0                   | 0                        | 0                        | 2     | 0     | 0,00            |
| Cruz Azul · México | Total         | Total         | 2       | 0       | 0                   | 0                   | 0                        | 0                        | 2     | 0     | 0,00            |
| Chicago Fire Estados Unidos | 1.ª           | 1998          | 9       | 0       | 1                   | 0                   | 0                        | 0                        | 10    | 0     | 0,00            |
| Chicago Fire Estados Unidos | Total         | Total         | 9       | 0       | 1                   | 0                   | 0                        | 0                        | 10    | 0     | 0,00            |
| Pumas UNAM · México | 1.ª           | 1998          | 16      | 0       | 0                   | 0                   | 0                        | 0                        | 16    | 0     | 0,00            |
| Pumas UNAM · México | 1.ª           | 1998-99       | 33      | 1       | 0                   | 0                   | 0                        | 0                        | 33    | 1     | 0,03            |
| Pumas UNAM · México | 1.ª           | 1999          | 16      | 0       | 0                   | 0                   | 0                        | 0                        | 16    | 0     | 0,00            |
| Pumas UNAM · México | Total         | Total         | 65      | 1       | 0                   | 0                   | 0                        | 0                        | 65    | 1     | 0,03            |
| 'Tigres UANL' · México | 1.ª           | 2000          | 17      | 0       | 0                   | 0                   | 0                        | 0                        | 17    | 0     | 0,00            |
| 'Tigres UANL' · México | Total         | Total         | 17      | 0       | 0                   | 0                   | 0                        | 0                        | 17    | 0     | 0,00            |
| Atlante · México | 1.ª           | 2000-01       | 26      | 0       | 0                   | 0                   | 0                        | 0                        | 26    | 0     | 0,00            |
| Atlante · México | Total         | Total         | 26      | 0       | 0                   | 0                   | 0                        | 0                        | 26    | 0     | 0,00            |
| 'Pumas UNAM' · México | 1.ª           | 2001-02       | 33      | 0       | 0                   | 0                   | 0                        | 0                        | 33    | 0     | 0,00            |
| 'Pumas UNAM' · México | Total         |               | 33      | 0       | 0                   | 0                   | 0                        | 0                        | 33    | 0     | 0,00            |
| Puebla · México | 1.ª           | 2002-03       | 23      | 0       | 0                   | 0                   | 0                        | 0                        | 23    | 0     | 0,00            |
| Puebla · México | 1.ª           | 2002-04       | 2       | 0       | 0                   | 0                   | 0                        | 0                        | 2     | 0     | 0,00            |
| Puebla · México | Total         | Total         | 25      | 0       | 0                   | 0                   | 0                        | 0                        | 25    | 0     | 0,00            |
| Total carrera | Total carrera | Total carrera | 455     | 34      | 33                  | 5                   | 13                       | 8                        | 501   | 47    | 0,09            |
| (2) Incluye datos de la liguilla.(2) Incluye datos de Copa México, MLS Cup y U.S. Open Cup. (3) Incluye datos de Liga de Campeones de la Concacaf. |               |               |         |         |                     |                     |                          |                          |       |       |                 |

## Palmarés

### Campeonatos nacionales
| Título                     | Club               | Sede         | Año     |
| -------------------------- | ------------------ | ------------ | ------- |
| Primera División de México | Universidad        | México D. F. | 1990/91 |
| MLS Conferencia Oeste      | Los Angeles Galaxy | Kansas       | 1996    |
| Torneo Invierno            | Cruz Azul          | León         | 1997    |
| MLS Conferencia Oeste      | Chicago Fire       | Chicago      | 1998    |
| MLS Cup                    | Chicago Fire       | Pasadena     | 1998    |
| U.S. Open Cup              | Chicago Fire       | Chicago      | 1998    |

### Campeonatos internacionales

#### Clubes
| Título                           | Club        | Sede         | Año  |
| -------------------------------- | ----------- | ------------ | ---- |
| Copa de Campeones de la Concacaf | Universidad | México D. F. | 1989 |

#### Selección
| Título                  | Selección | Sede         | Año  |
| ----------------------- | --------- | ------------ | ---- |
| Copa Oro de la Concacaf | México    | México D. F. | 1993 |
| Copa Oro de la Concacaf | México    | Los Angeles  | 1996 |
| Copa Confederaciones    | México    | México D. F. | 1999 |

### Distinciones individuales
| Distinción                                                       | Año     |
| ---------------------------------------------------------------- | ------- |
| Máximo Goleador de la Copa de Campeones de la Concacaf           | 1989    |
| Citlali al Mejor Portero de la Primera División de México        | 1990/91 |
| Citlali al Mejor Portero de la Primera División de México        | 1991/92 |
| Citlali al Mejor Portero de la Primera División de México        | 1992/93 |
| Tercer Mejor Portero del mundo según la IFFHS                    | 1993    |
| Citlali al Mejor Portero de la Primera División de México        | 1993/94 |
| Citlali al Mejor Portero de la Primera División de México        | 1994/95 |
| Décimo Mejor Portero del mundo según la IFFHS                    | 1996    |
| MLS All Star                                                     | 1996    |
| LA Galaxy Defensa del Año                                        | 1996    |
| MLS All Star                                                     | 1997    |
| MLS All Star                                                     | 1998    |
| 26° Mejor portero del cuarto de siglo según la IFFHS             | 2011    |
| Investido en el Salón de la Fama del Fútbol                      | 2011    |
| Balón de Oro por su trayectoria en la Primera División de México | 2016    |
| 28° Mejor Portero del siglo XX según la IFFHS                    | 2021    |
| 34° Mejor Portero de toda la historia según la IFFHS             | 2023    |